# Beate Rennen-Allhoff
Beate Rennen-Allhoff (* 1951) ist eine deutsche Psychologin und Professorin für Berufspädagogik der Gesundheitsberufe und Pädagogische Psychologie. Von 2001 bis 2015 war Rennen-Allhoff gewählte Präsidentin und damit Leiterin der Fachhochschule Bielefeld in Nordrhein-Westfalen.

## Forschung
Rennen-Allhoff promovierte 1982 an der Universität Köln in Pädagogik, nachdem sie in Köln und Bonn in den Fächern Psychologie, Pädagogik, Soziologie und Philosophie studiert hatte. 1991 folgte ihre Habilitation in Psychologie an der Universität Düsseldorf. Danach arbeitete sie als wissenschaftliche Angestellte und Dozentin an mehreren Universitäten, so in Köln, Marburg und Freiburg. In der Zwischenzeit arbeitete sie in der Kinder- und Jugendpsychiatrie.
Rennen-Allhoff baute ein Informationssystem für die Pflegeausbildungen auf, das mit dem Förderpreis Multimedia in der Pflege 2001 ausgezeichnet wurde.

## Lehre an der FH Bielefeld
Von 1995 bis 2001 war sie Gründungsdekanin an der FH Bielefeld für den Fachbereich Pflege und Gesundheit und wurde anschließend 2001 für fünf Jahre zur Rektorin der Fachhochschule gewählt. Von 2009 bis 2015 war in das neu geschaffene Amt der Präsidentin der Fachhochschule Bielefeld gewählt worden und damit die erste Frau an der Spitze dieser Einrichtung.

## Funktionen
Rennen-Allhoff übt zahlreiche Funktionen im Hochschulbetrieb aus:
- Vorsitzende des Lenkungsrates des Netzwerks Hochschuldidaktische Weiterbildung NRW
- Vorsitzende des Lenkungsrates des Instituts für Verbundstudien
- Stellv. Vorsitzende der Stiftung Studienfonds OWL
- Vorstandsmitglied Unternehmen und Wissenschaft für OWL e. V.
- Mitglied der Akkreditierungskommission der evalag
- Ständiger Gast des Kuratoriums des Deutschen Studentenwerks
- Mitglied des Kuratoriums Stiftung Handwerk
- Mitglied des Kuratoriums Bielefelder Konsens: Pro Bielefeld e. V.
- Kuratorium des Kompetenzzentrums Technik-Diversity-Chancengleichheit
- Mitglied des Hochschulrates der Hochschule Hannover
- Mitglied der Hochschulstrukturkommission Brandenburg
- Gutachtertätigkeit für Akkreditierungsagenturen, Stiftungen, Jury Wissenschaftspreis Niedersachsen

## Leben
Rennen-Allhoff ist verheiratet und hat zwei Kinder.

## Weblink
- Hochschulseite der FH Bielefeld zur Wiederwahl 2005